# نیکلا توزن
نیکلا توزن (انگلیسی: Nicolas Touzaint؛ زادهٔ ۱۰ مهٔ ۱۹۸۰) سوارکار اهل فرانسه است.
وی همچنین برندهٔ جوایزی همچون لژیون دونور (شوالیه) شده‌است.